# Wouter Hutschenruijter (1859-1943)
Wouter Hutschenruijter (Rotterdam, 15 augustus 1859 – Den Haag, 24 november 1943) was een Nederlands musicus en publicist.
Hij was zoon van musicus Willem Jacob Hutschenruijter en Johanna Francisca Maassen, en een kleinzoon van Wouter Hutschenruijter Sr.

## Leven
Zijn eerste muzieklessen kreeg hij van zijn vader en hij ging vervolgens studeren aan de Muziekschool van Rotterdam. Hij kreeg daarbij les van Cornelis van der Vliegh (solfège), Emanuel Wirth (viool), Cornelis van de Sandt (piano), Theodoor Verhey (harmonieleer) en Friedrich Gernsheim (contrapunt, compositie en piano). Hij was enige tijd alviolist bij Orkestvereniging Symphonia te Rotterdam.
In 1879 trad Hutschenruyter aan als tweede kapelmeester bij het orkest van de schutterij van Rotterdam; zijn vader was daar eerste kapelmeester. Hij werd ook dirigent van de zangvereniging Euphonia en muziekonderwijzer aan de instelling waar hij zijn muziekonderwijs had gevolgd. In 1890 werd hij tweede dirigent van het Concertgebouworkest te Amsterdam onder eerste dirigent Willem Kes. Hutschenruijter zou meer dan vijftig keer voor het orkest staan, waaronder al een keer voor zijn aanstelling op 19 december 1889 met een uitvoering van zijn eigen pianoconcert met solist Henri Tibbe. In diezelfde stad werd hij docent aan de Muziekschool van Kes.
Hutschenruyters verblijf in Amsterdam was van korte duur want in 1892 werd hij aangesteld als eerste dirigent van het Utrechts Stedelijk Orkest. Dat orkest werd onder zijn leiding naar een hoger niveau getild. Hij schakelde voor het uit te voeren repertoire regelmatig hedendaagse Nederlandse componisten in. Het was ook hem te danken dat eten en drinken uit de concertzaal van Tivoli werden verbannen en naar een aparte foyer verschoven. Naast de officiële concerten organiseerde Hutschenruyter volksconcerten om de klassieke muziek ook onder het “normale” volk te brengen.
Het dirigentschap zorgde er wel voor dat zijn loopbaan als solopianist/violist langzaam tot stilstand kwam. Op 1 april 1905 vierde hij zijn 25-jarig jubileum als dirigent. In 1917 verliet hij Utrecht; Jan van Gilse werd zijn opvolger. Hij keerde terug naar zijn geboortestad, waar hij directeur werd van de voorloper van het Rotterdams Conservatorium. In 1925 moest hij met die werkzaamheden stoppen in verband met een oorziekte. Hij vertrok naar Den Haag en voorzag muziekbladen en kranten van kopij.
Hutschenruyter huwde Marie Stronck, zuster van de Rotterdamse muziekprofessor Richard Stronck. Hij was sinds 1902 officier in de Orde van Oranje-Nassau. Hij werd begraven op de Hervormde begraafplaats te Wassenaar.

## Composities
- Drie klavierstukken voor piano vierhandig, opus 1 ("Seinem Freunde Richard Stronck gewidmet"), B. Schott Söhne, Mainz, 1881.
- Drie klavierstukken voor piano vierhandig, opus 2 ("Seiner lieben Braut gewidmet"); B. Schott Söhne, Mainz, 1881.
- Sonate voor viool en piano in D majeur, opus 3
- Sonate voor cello en piano in C mineur, opus 4 ("Herrn J. J. van Stolk freundschaftlich gewidmet"); Aug. Cranz, Hamburg.
- Pianoconcert in c mineur, opus 5 (alleen in manuscript)
- Grote feestmars in Es majeur voor militair orkest, opus 6
- Concertouverture voor orkest, opus 7, voor Collegium Musicum
- Suite voor orkest, opus 8. Uitgevoerd in Berlijn
- Menuet en cavatine voor piano, opus 9 ("Dédiés aux demoiselles Gertrude et Mathilde Suermondt"); H. Rahr, Utrecht, 1888.
- Valse Caprice pour piano, opus 10 ("Dédié à Monsieur J. H. Sikemeier"); W. F. Lichtenauer, Rotterdam.
- Marsch en Polonaise voor piano voor vier Handen, opus 11; F. J. Weygand & Co, Den Haag.
- Romance voor hoorn, opus 12.
- Hoornconcert/Nocturne voor hoorn en orkest, opus 13
- Twee stukken (Canzonetta, Impromptu) voor piano, opus 14 ("Fräulein Taletta Holtzman gewidmet"); "De Algemeene Muziekhandel" Stumpff & Koning, Amsterdam.

## Publicaties
- Orkest en orkestspel na 1600 (1903)
- Het muziekleven in onzen bloeitijd (1910)
- De geschiedenis der toonkunst (1919)
- Geschiedenis van het orkest en van de muziekinstrumenten (1926)
- Een en ander uit de Geschiedenis der Militaire Muziek (1926)
- De symfonieën van Beethoven geanalyseerd en toegelicht (1928)
- Over Frédéric Chopin (1926)
- Over Wolfgang Amadeus Mozart (1905; vernieuwde uitgave 1927),
- Over Richard Strauss (vernieuwde uitgave 1929)
- Over Felix Weingartner
- Over Gustav Mahler (1927)
- Over Richard Wagner (1928)
- Over Johannes Brahms (1919)
- De sonates van Beethoven toegelicht (1930)
- Bloemlezing uit de brieven van Beethoven, Chopin en zijn leven, Werken van Schubert (Serie De Muziek)
- Consonanten en dissonanten (memoires)

## Nalatenschap
Zijn archief werd opgeslagen bij het Stadsarchief van Rotterdam en het Nederlands Muziekinstituut.
- Biografisch Portaal: 74704946
- Digitale Bibliotheek voor de Nederlandse Letteren: huts001
- Gemeinsame Normdatei: 134698886
- International Standard Name Identifier: 0000 0000 4347 4805
- Library of Congress Control Number: no98041420
- MusicBrainz: 72d82a3c-efd2-4746-a775-0d2ad971d090
- Nationale Bibliotheek van Polen: a0000002105283
- Nederlandse Thesaurus van Auteursnamen: 069427356
- Système universitaire de documentation: 228354277
- Virtual International Authority File: 20069955
- WorldCat: E39PBJxRwrgtP3M6GHDcvY7T73